# Cyrtaspis tuberculata
Cyrtaspis tuberculata is een rechtvleugelig insect uit de familie sabelsprinkhanen (Tettigoniidae). De wetenschappelijke naam van deze soort is voor het eerst geldig gepubliceerd in 2006 door Barranco.
1. ↑  (en) Cyrtaspis tuberculata op de IUCN Red List of Threatened Species.